# Euryproctus niger
Euryproctus niger är en stekelart som beskrevs av Heinrich Habermehl 1926.
Euryproctus niger ingår i släktet Euryproctus och familjen brokparasitsteklar. Inga underarter finns listade i Catalogue of Life.